# Giovanni Cerbai
Giovanni Cerbai, nome di battaglia Giannetto (Camugnano, 10 settembre 1912 – Bologna, 10 febbraio 1945), è stato un partigiano italiano.

## Biografia
Dopo essere emigrato con la famiglia in Corsica nel 1929, risiedette a lungo ad Ajaccio, lavorando come bracciante. Comunista, nel 1936 si unì alle Brigate internazionali in difesa della Repubblica spagnola, e fu sergente del Battaglione Garibaldi. Rientrò in Francia dopo la fine della guerra civile e fu internato in vari campi di prigionia, finché fu consegnato alla polizia fascista dopo l'occupazione tedesca della Francia. In Italia fu processato e condannato a quattro anni di confino a Ventotene. Liberato nell'agosto del 1943, fu tra i primi organizzatori della Resistenza in Emilia e fu vicecomandante della 62ª Brigata Garibaldi, con cui combatté la battaglia di Porta Lame il 7 novembre 1944. Circa un mese dopo fu arrestato dai fascisti durante una nuova missione a Bologna e rinchiuso nel carcere di San Giovanni in Monte. Di lui non si ebbero più notizie certe e si presume che sia stato fucilato alle Fosse di San Ruffillo il 10 febbraio 1945. Nel 1968 fu insignito della Medaglia d'oro al valor militare, mentre il comune di Bologna gli ha intitolato una strada.